# Randolph James Bresnik
Randolph James Bresnik (*11. září 1967 v Fort Knox, stát Kentucky, USA) je americký letec, důstojník a kosmonaut. Ve vesmíru byl v roce 2009 v rámci mise STS-129 a v roce 2017 jako velitel na ISS v Expedici 53.

## Život

### Studium a zaměstnání
Absolvoval střední školu Santa Monica High School v městě Santa Monica (1985), zejména matematiku studoval na The Citadel v Charlestonu (1989), letecké systémy na University of Tennessee v Knoxville. Studium ukončil v roce 2002.
Pracoval jako pilot v armádě na mnoha různých místech a s různými letadly. Nalétal přes 5000 letových hodin.
V letech 2004 až 2006 absolvoval výcvik budoucích kosmonautů v Houstonu, poté byl zařazen do tamní jednotky astronautů NASA.
Oženil se, jeho manželkou se stala Rebecca Burginová. Během pobytu na ISS se mu narodila dcera. Spolu vychovávají ještě adoptovaného syna.
Má přezdívku Randy.

### Lety do vesmíru
Na oběžnou dráhu se v raketoplánu dostal jednou ve funkci letový specialista, pracoval na orbitální stanici ISS, strávil ve vesmíru 10 dní, 19 hodin a 16 minut. Absolvoval dva výstupy do volného vesmíru (EVA), kde strávil 11 hodin a 50 minut.
Byl 506. člověkem ve vesmíru.
- STS-129 Atlantis (16. listopadu 2009 – 27. listopadu 2009)
- Expedice 52/53 (Sojuz MS-05/ISS) (28. července 2017 – 14. prosince 2017)